# سيندي جاكسون
سيندي جاكسون (بالإنجليزية: Cindy Jackson)‏ هي مغنية أمريكية، ولدت في 24 أبريل 1956 في هازارد في الولايات المتحدة.

## وصلات خارجية
- الموقع الرسمي
- سيندي جاكسون على موقع IMDb (الإنجليزية)
- سيندي جاكسون على موقع ديسكوغز (الإنجليزية)